# Sarcophaga recurvata
Sarcophaga recurvata är en tvåvingeart som beskrevs av Chen och Yao 1985. Sarcophaga recurvata ingår i släktet Sarcophaga och familjen köttflugor. Inga underarter finns listade i Catalogue of Life.